# Домарочные знаки почтовой оплаты

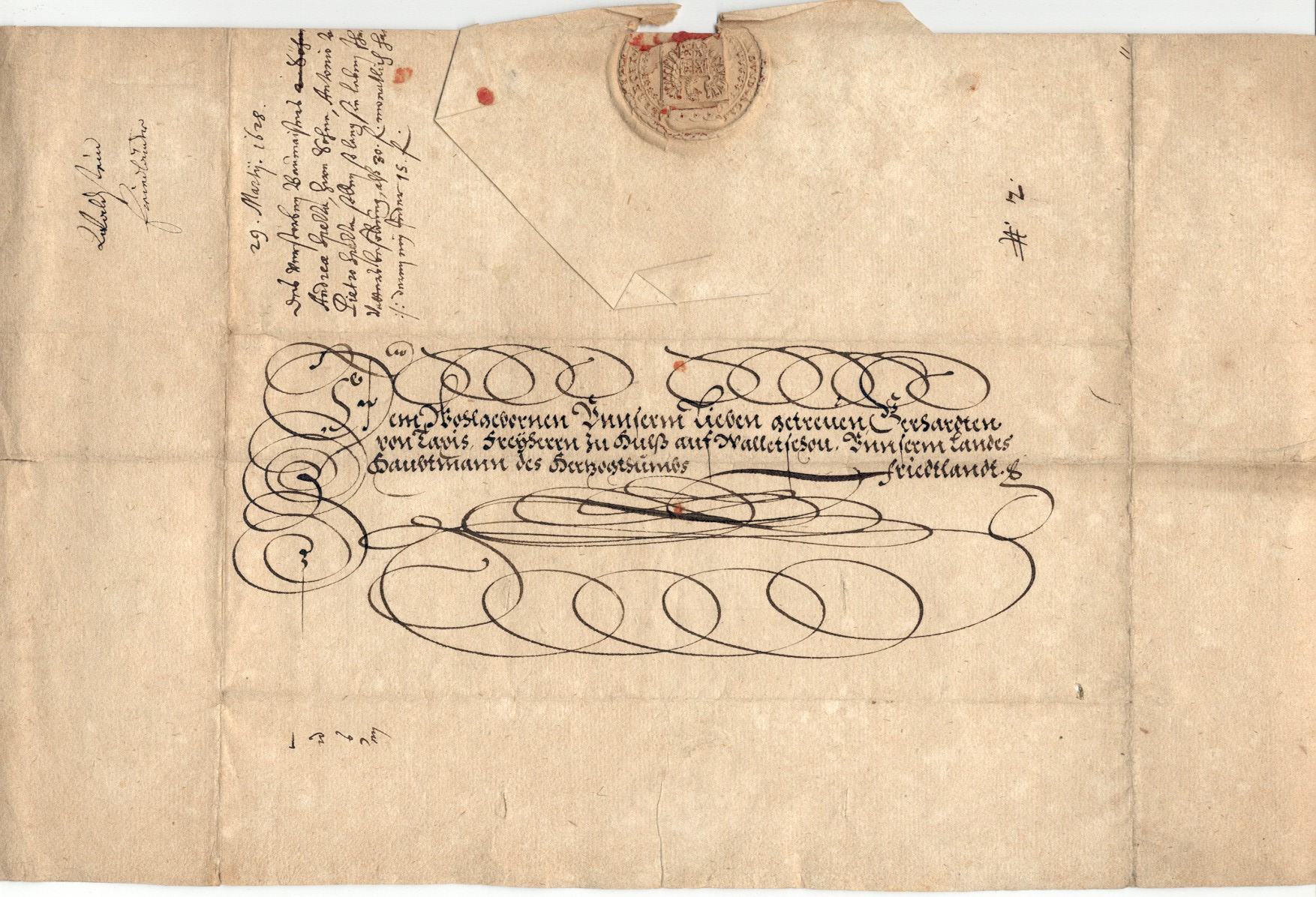
Распечатанное письмо 1628 года: с одной стороны листа текст, с другой — адрес и печать; письмо посылалось без конверта

Дома́рочные зна́ки почто́вой опла́ты — предшественники почтовых марок, употреблявшиеся до их изобретения (1840), в период, называемый в филателии домарочным периодом.

## Описание
Как правило, домарочные знаки почтовой оплаты представляли собой лист письма, сложенный таким образом, чтобы не использовать конверт, который ещё не вошёл в массовый обиход. На них наносились отметки, указывался адрес и ставились печати, немного позже начали ставить даты.
Все знаки почтовой оплаты домарочного периода представляют большой интерес для изучения развития почты и являются объектом коллекционирования.
В СССР почтовые отправления домарочного периода входили в список культурных ценностей, не подлежащих вывозу (пересылке) из страны. Последние регламентировались приказами Министерства культуры СССР.

## Типы
Домарочными знаками почтовой оплаты того или иного типа являлись:
- Различные франкировальные штемпели (штемпели, удостоверявшие оплату корреспонденции).
- Различные эмблемы и изображения, напечатанные или тиснённые на специальных конвертах или почтовой бумаге:
  - Штемпельные конверты («куверты»).
  - Почтовые листы с тиснёнными рельефными знаками.

## Исторические примеры
В разных странах были распространены те или иные знаки почтовой оплаты домарочного периода, включая, например:
- Квитанции — билеты оплаты почтового сбора Парижской городской почты 1653 года («малой почты»), основанной Ж.-Ж. Ренуаром де Вилайе.
- «Сардинские лошадки» 1819—1836 годов: почтовая бумага, а затем и конверты с рельефно тиснёнными на них рисунком (изображавшим конного гонца) и номиналом.
- Штемпели Лондонской пенни-почты 1680—1794 годов, основанной У. Докреем. Эта городская почта имела свои почтовые штемпели двух типов. Первый треугольный штемпель имел по краям надпись «PENNY POST PAID» и в центре штемпеля букву, обозначавшую почтовое отделение, принявшее корреспонденцию. Второй штемпель был сердцевидной формы, он ставился на письмо при доставке. В верхней части этого штемпеля стояло слово «Mor» («утро») или «AG» («вечер»), а в нижней указывался час доставки. По этому штемпелю адресат мог проконтролировать оперативность почты по доставке письма[4].
- Конверты Нового Южного Уэльса (Австралия) 1838 года с вытисненным гербом.
- Выпущенные одновременно с первой маркой в Англии конверты Малреди.
- Почтовые квитанции в Германии.
- «Штемпельные куверты» России, находившиеся в обращении начиная с 1845 года, то есть за 13 лет до появления первой марки (1857), и т. д.